# Mount Remarkable National Park
Mount Remarkable National Park är en park i Australien. Den ligger i kommunen Mount Remarkable och delstaten South Australia, omkring 240 kilometer norr om delstatshuvudstaden Adelaide. Arean är 106 kvadratkilometer.
Trakten runt Mount Remarkable National Park är nära nog obefolkad, med mindre än två invånare per kvadratkilometer.. Närmaste större samhälle är Wilmington, omkring 16 kilometer norr om Mount Remarkable National Park.
Omgivningarna runt Mount Remarkable National Park är i huvudsak ett öppet busklandskap. Genomsnittlig årsnederbörd är 407 millimeter. Den regnigaste månaden är maj, med i genomsnitt 62 mm nederbörd, och den torraste är oktober, med 9 mm nederbörd.